# Sinopoda shennonga
Sinopoda shennonga är en spindelart som först beskrevs av Peng, Yin och Kim 1996.  Sinopoda shennonga ingår i släktet Sinopoda och familjen jättekrabbspindlar. Inga underarter finns listade i Catalogue of Life.